# 店下镇 (樟树市)
店下镇，是中华人民共和国江西省宜春市樟树市下辖的一个乡镇级行政单位。

## 行政区划
店下镇下辖以下地区：
店下社区、乌溪村、大汗村、芦岭村、松湾村、花园村、沅江村、官塘村、淦上村、洞塘村、枫林村和石陂村。